# Nikolai Sergejewitsch Goldobin
Nikolai Sergejewitsch Goldobin (russisch Николай Сергеевич Голдобин; englische Transkription: Nikolai Sergeyevich Goldobin; * 7. Oktober 1995 in Moskau) ist ein russischer Eishockeyspieler, der seit August 2025 beim SKA Sankt Petersburg aus der Kontinentalen Hockey-Liga (KHL) unter Vertrag steht und dort auf der Position des rechten Flügelstürmers spielt. Zuvor war Goldobin unter anderem für die San Jose Sharks und Vancouver Canucks in der National Hockey League (NHL) aktiv.

## Karriere
Goldobin begann mit dem Eishockeysport in der Sportschule Belje Medwedi in Moskau und wechselte später in die Nachwuchsabteilung des HK ZSKA Moskau. Die Saison 2010/11 verbrachte er bei den U16- und U17-Junioren von Krylja Sowetow Moskau. Nach einem einjährigen Intermezzo in der Jugend von Witjas Tschechow und der Auswahl an achter Stelle der ersten Runde im KHL Junior Draft 2012 durch Metallurg Nowokusnezk wechselte der Stürmer nach Nordamerika. Dort spielte er von 2012 bis 2014 für die Sarnia Sting in der Ontario Hockey League. Im NHL Entry Draft 2014 wählten ihn schließlich die San Jose Sharks aus der National Hockey League (NHL) in der ersten Runde an 27. Position aus.
Die Sharks nahmen Goldobin im September 2014 unter Vertrag und verliehen ihn – in Absprache mit seinem Berater Igor Larionow – für die Spielzeit 2014/15 an den Helsingfors IFK aus der finnischen Liiga. Erst im April 2015 holten sie den Russen nach Kalifornien zurück und setzten ihn fortan bei ihrem Farmteam, den Worcester Sharks, in der American Hockey League (AHL) ein.  Mit der Umsiedlung des Teams kam er ab Herbst 2015 für die San Jose Barracuda in der AHL zum Einsatz. Er beendete die Saison 2015/16 als bester Torschütze des Teams. Zudem kam er zu seinen ersten neun NHL-Einsätzen für die San Jose Sharks, in denen ihm ein Tor und eine Vorlage gelang. Die Spielzeit 2016/17 verbrachte der Russe mit der Ausnahme von zwei NHL-Einsätzen im Februar 2017 ausschließlich in der AHL bei den Barracuda. Dort gehörte er zu den Führungsspielern und hatte maßgeblichen Anteil daran, dass das Team Ende Februar an der Spitze der Liga stand. Kurz vor der Trade Deadline wurde er ab im Tausch für den Dänen Jannik Hansen und ein konditionales Viertrunden-Wahlrecht im NHL Entry Draft 2017 an die Vancouver Canucks abgegeben.
In Vancouver schien sich der Russe schließlich ab der Saison 2018/19 in der NHL zu etablieren, nachdem er die Saison 2017/18 zwischen dem NHL-Kader der Canucks und dem AHL-Kader des Farmteams Utica Comets gependelt war. In der Spielzeit 2019/20 erfolgte mit der Versetzung ins Farmteam jedoch wieder ein Rückschritt. Im Juni 2020 beendete Goldobin mit der Rückkehr in sein Heimatland sein Nordamerika-Abenteuer und schloss sich dem HK ZSKA Moskau aus der Kontinentalen Hockey-Liga (KHL) an. Dort stand der Stürmer allerdings nur bis zum Dezember 2020 unter Vertrag, ehe er zum Ligakonkurrenten HK Metallurg Magnitogorsk wechselte. Bei Metallurg war der Stürmer bis zum Ende der Spielzeit 2022/23 tätig und wurde während dieser Zeit einmal ins First All-Star Team der KHL berufen. Im Juni 2023 verpflichtete Ligakonkurrent HK Spartak Moskau Goldobin und spielte dort zwei Jahre. Im August 2025 erfolgte der Wechsel zum SKA Sankt Petersburg.

### International
Goldobin vertrat sein Heimatland im Juniorenbereich beim Ivan Hlinka Memorial Tournament im Jahr 2012 sowie der U20-Junioren-Weltmeisterschaft 2015. Dort belegte das russische Team den zweiten Rang und gewann die Silbermedaille. Er selbst steuerte dazu fünf Scorerpunkte in sieben Turnierspielen bei.

## Erfolge und Auszeichnungen
- 2013 OHL Second All-Rookie Team
- 2014 Teilnahme am CHL Top Prospects Game
- 2022 KHL First All-Star Team
- 2023 KHL-Spieler des Monats September
- 2023 KHL-Spieler des Monats Oktober
- 2024 KHL First All-Star Team

### International
- 2015 Silbermedaille bei der U20-Junioren-Weltmeisterschaft

## Karrierestatistik
Stand: Ende der Saison 2024/25

### International
Vertrat Russland bei:
- Ivan Hlinka Memorial Tournament 2012
- U20-Junioren-Weltmeisterschaft 2015

(Legende zur Spielerstatistik: Sp oder GP = absolvierte Spiele; T oder G = erzielte Tore; V oder A = erzielte Assists; Pkt oder Pts = erzielte Scorerpunkte; SM oder PIM = erhaltene Strafminuten; +/− = Plus/Minus-Bilanz; PP = erzielte Überzahltore; SH = erzielte Unterzahltore; GW = erzielte Siegtore; 1 Play-downs/Relegation; Kursiv: Statistik nicht vollständig)